# Trigonopterus analis
Trigonopterus analis – gatunek chrząszcza z rodziny ryjkowcowatych i podrodziny krytoryjków.
Gatunek ten opisany został po raz pierwszy w 2019 roku przez Alexandra Riedela na łamach „ZooKeys”. Współautorem publikacji jest Raden Pramesa Narakusumo. Jako miejsce typowe wskazano wieś Uluwolo w kabupatenie Kolaka w prowincji Celebes Południowo-Wschodni. Epitet gatunkowy nawiązuje do silnej modyfikacji ostatniego z widocznych sternitów samca.
Chrząszcz o ciele długości 2,38–3,54 mm, ubarwionym czarno z rdzawymi czułkami i odnóżami. Zarys ciała jest prawie jajowaty, z wierzchu wypukły. Ryjek ma po stronie grzbietowej żeberko środkowe i parę listewek przyśrodkowych. Epistom jest słabo zaznaczony i z rzadka porośnięty szczecinkami. Przedplecze ma na powierzchni gęsto rozmieszczone, grube punkty, niektóre z żółtawymi łuskami szczecinkami, tylko podłużna linia środkowa jest niepunktowana. Pokrywy mają bezładnie i dość drobno punktowaną powierzchnię oraz porośnięte szeregami żółtawych łusek, wyraźniej wgłębiające się ku prawie ściętym wierzchołkom rzędy.  Odnóża mają uda zaopatrzone w zakończone tępymi zębami listewki przednio-brzuszne oraz na przednich powierzchniach porośnięte wąskimi, żółtawymi łuskami. Tylna para ud ma ząbkowaną krawędź grzbietowo-tylną i łatę elementów strydulacyjnych przed wierzchołkiem. Piąty z widocznych sternitów odwłoka jest u samicy płaski i niezmodyfikowany, natomiast u samca jest wklęśnięty, mikrosiateczkowany, w nasadowej połowie zaopatrzony w pośrodkowe żeberko, a w części wierzchołkowej wyciągnięty dobrzusznie w cienką, dwupłatową blaszkę. Genitalia samca cechują się prąciem o bokach zbieżnych ku kotwicowatemu wierzchołkowi, 1,8 raza dłuższą od prącia apodemą oraz pozbawionym nabrzmiałości przewodem wytryskowym.
Ryjkowiec ten zasiedla ściółkę lasów nizinnych. Spotykany był na wysokości 182 m n.p.m.
Owad ten jest endemitem indonezyjskiej wyspy Celebes. Znany jest tylko z prowincji Celebes Południowo-Wschodni.